# Ras Adiba Radzi

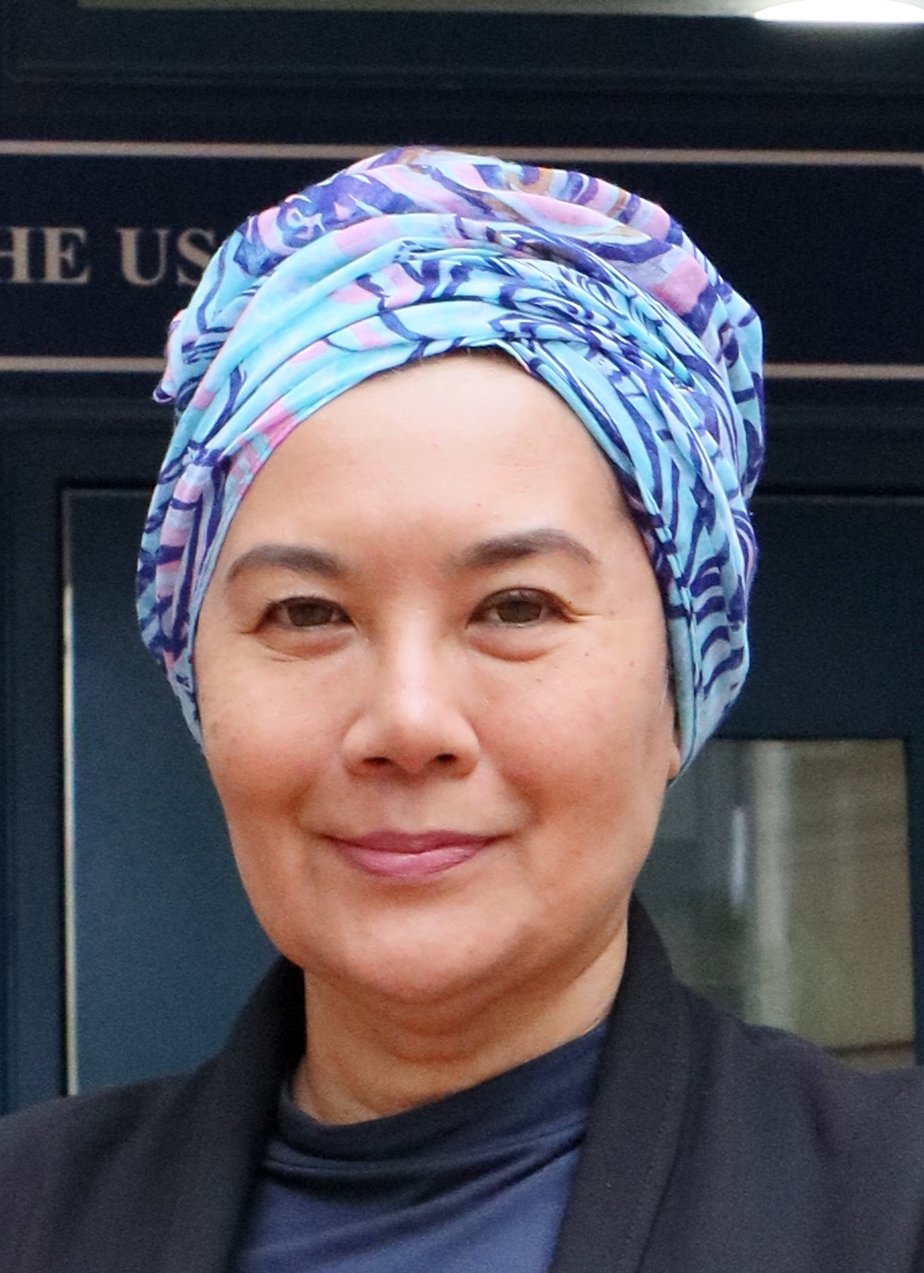
Ras Adiba Radzi (2023)

Datuk Ras Adiba Mohd Radzi (arabisch راس اديبة محمد رضي; * 27. Juli 1968 in Petaling Jaya) ist eine malaysische Politikerin, Journalistin und Moderatorin. Sie engagiert sich schwerpunktmäßig für die Belange von Behinderten und ist selbst als Behindertensportlerin aktiv. Von 2020 bis 2023 war sie Mitglied des malaysischen Senats mit Zuständigkeit für Behindertenpolitik.

## Herkunft
Ras Adiba Radzi wurde 1968 in Petaling Jaya in der westmalaysischen Provinz Selangor geboren.

## Behindertenaktivismus
1995 erlitt sie bei einem Verkehrsunfall eine Wirbelsäulenverletzung, die sie dauerhaft einschränkte. Ihr Zustand verschlechterte sich nach einem tätlichen Angriff 2001, im Folgejahr zog sie sich bei einem Treppensturz einen Bruch des 10. Brustwirbels zu. Sie ist auf einen Rollstuhl angewiesen.
Sie nahm an mehreren paralympischen Sportveranstaltungen wie Langstreckenmarathons, Schwimmen, Badminton und Schießsport teil. Ras vertrat Malaysia bei mehreren internationalen Wettbewerben im Schießsport, darunter bei den ASEAN Para Games 2015 in Singapur. Ras Adiba erreichte einmal einen Eintrag im malaysischen Buch der Rekorde, als sie mit ihrem Rollstuhl erfolgreich von Johor Bahru nach Putrajaya fuhr und die Strecke von 490 km in 10 Tagen bewältigte. Sie leitet die Nichtregierungsorganisation OKU Sentral, die für die Rechte von Menschen mit Behinderungen (OKU) kämpft.

## Journalismus
Ras Adiba Radzi arbeitete als Journalistin und Moderatorin bei den malaysischen Fernsehsendern TV3 und NTV7.
Am 23. November 2020 wurde Ras Adiba zur Vorsitzenden der Nachrichtenagentur National News Organization of Malaysia (BERNAMA) ernannt. Sie ist die erste Frau in der 53-jährigen Geschichte von BERNAMA in diesem Amt.

## Politik

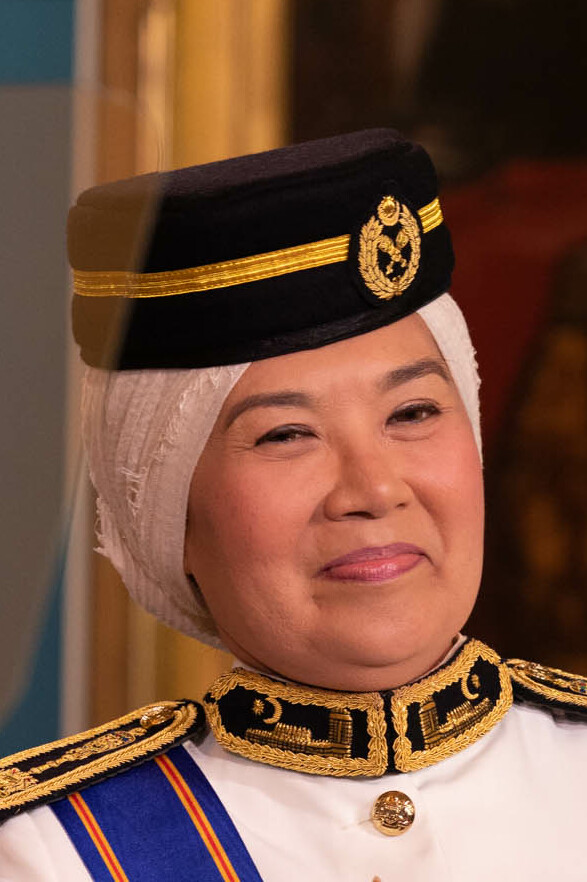
Ras Adiba Radzi bei der Verleihung des International Women of Courage Awards (2023)

2020 wurde Ras Adiba zur Senatorin für Behindertenangelegenheiten ernannt.
Seit ihrem Ausscheiden aus dem Senat im Mai 2023 engagiert sich Ras Adiba auch parteipolitisch. Sie wurde Mitglied in der Malaysian United Indigenous Party (BERSATU), die Teil des Parteienbündnisses Perikatan Nasional (PN) ist.

## Privates
Ras Adiba ist bekennende Muslima. Sie ist in dritter Ehe mit einem ehemaliger TV3-Kollegen, dem Geschäftsmann Mohamed Azam Ali verheiratet. Aus ihrer ersten Ehe hat sie einen Sohn. Als sie Single war, adoptierte sie ihren zweiten Sohn, der an Autismus leidet.

## Ehrungen
- 2021 Ernennung zur Panglima Mahkota Wilayah (PMW) (dt.: Provinzialkommandantin der Krone)[10]
- 2021 Ehrenmedaille des Jabatan Bomba dan Penyelamat Malaysia (dt.:Malaysischen Feuerwehr- und Rettungsdienstes)[11]
- 2023 International Women of Courage Award (IWOC)[12][4]